# Frank Wolf
Frank Wolf (ur. 9 maja 1968) – niemiecki piłkarz, występujący na pozycji pomocnika.

## Życiorys
Seniorską karierę rozpoczynał w VfB Kiel. W 1990 roku został zawodnikiem FC St. Pauli, występującym wówczas w Bundeslidze. W najwyższej niemieckiej klasie rozgrywkowej zadebiutował 1 września w zremisowanym 1:1 spotkaniu z Bayerem Uerdingen. W sezonie 1990/1991 rozegrał 22 spotkania w Bundeslidze, zdobył jednego gola (6 października przeciwko 1. FC Kaiserslautern) i zanotował siedem asyst. Po spadku St. Pauli do 2. Bundesligi, w lipcu 1991 roku został wypożyczony do Siófoki Bányász SE. W barwach tego klubu w lipcu rozegrał dwa mecze w Pucharze Intertoto. W NB I zadebiutował 25 sierpnia w wygranym 2:0 meczu z Diósgyőri VTK. Pierwszą i jedyną bramkę w węgierskiej lidze strzelił 7 września przeciwko Vasas SC. Ogółem w NB I rozegrał 15 spotkań. W styczniu 1992 roku powrócił z wypożyczenia. W przeciągu następnego półtora roku zagrał dla St. Pauli sześć spotkań w 2. Bundeslidze, po czym zmienił klub na występujący na trzecim poziomie Holstein Kiel. W 1996 spadł z Holsteinem do Oberligi, a dwa lata później wywalczył z klubem awans do Regionalligi. W 2000 roku nastąpił kolejny spadek. Na początku 2001 roku został zawodnikiem TuS Felde, a po pół roku związał się umową z TSV Altenholz, gdzie w 2003 roku zakończył karierę.
Jest ojcem Yannicka i Noaha, którzy byli piłkarzami w niższych ligach niemieckich.

## Statystyki ligowe
| Sezon         | Klub               | Liga          | Mecze | Gole |
| ------------- | ------------------ | ------------- | ----- | ---- |
| 1990/1991     | FC St. Pauli       | Bundesliga    | 22    | 1    |
| 1991/1992 (j) | Siófoki Bányász SE | NB I          | 15    | 1    |
| 1991/1992 (w) | FC St. Pauli       | 2. Bundesliga | 3     | 0    |
| 1992/1993     | FC St. Pauli       | 2. Bundesliga | 3     | 0    |
| 1993/1994     | Holstein Kiel      | Oberliga      | 19    | 7    |
| 1994/1995     | Holstein Kiel      | Regionalliga  | 17    | 3    |
| 1995/1996     | Holstein Kiel      | Regionalliga  | 5     | 0    |
| 1998/1999     | Holstein Kiel      | Regionalliga  | 13    | 4    |
| 1999/2000     | Holstein Kiel      | Regionalliga  | 10    | 1    |
| 2000/2001 (j) | Holstein Kiel      | Oberliga      | 10    | 0    |
| 2000/2001 (w) | TuS Felde          | Oberliga      | 14    | 1    |
| 2001/2002     | TSV Altenholz      | Oberliga      | 29    | 9    |
| 2002/2003     | TSV Altenholz      | Oberliga      | 24    | 3    |